# Cairo (Geórgia)
Cairo é uma cidade localizada no estado americano de Geórgia, no Condado de Grady.

## Demografia
Segundo o censo americano de 2000, a sua população era de 9239 habitantes.
Em 2006, foi estimada uma população de 9605, um aumento de 366 (4.0%).

## Geografia
De acordo com o United States Census Bureau tem uma área de
24,2 km², dos quais 24,1 km² cobertos por terra e 0,1 km² cobertos por água.

## Localidades na vizinhança
O diagrama seguinte representa as localidades num raio de 28 km ao redor de Cairo.